# کیروف آردلت
کیروف آردلت، با نام آردلت، تولیدکننده جرثقیل آلمانی است. آردلت جرثقیل‌های بیش از ۴۷۰۰ بندرگاه را تولید کرده‌است.